# Periplasto

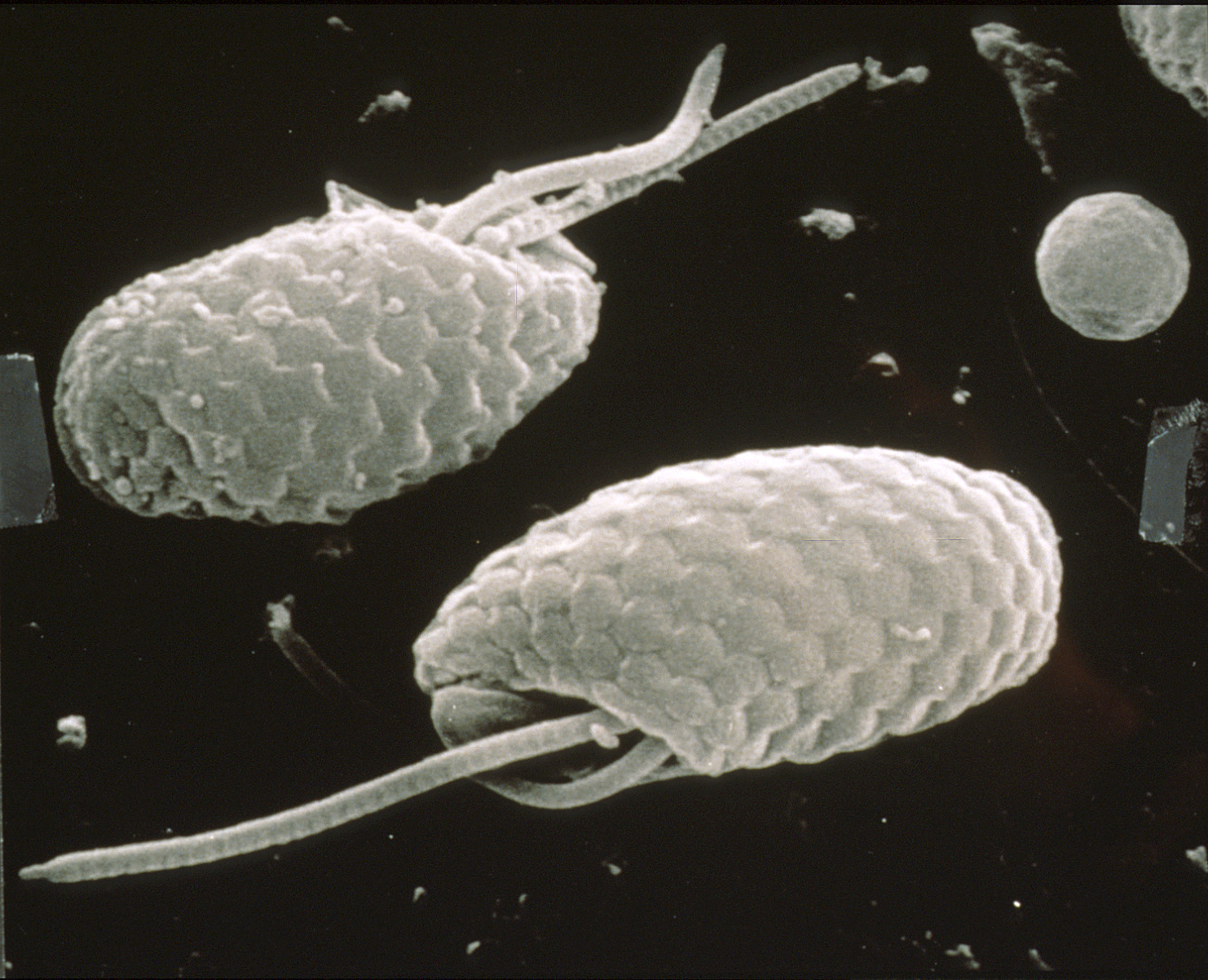
Periplasto de placas de las criptofitas.

El periplasto es una envoltura celular de origen protoplasmático presente en algunos organismos unicelulares. Es una película de proteínas que se forma en la zona más periférica del citoplasma y que puede estar impregnada de distintas sustancias orgánicas o inorgánicas y presentar estructuras tales como escamas, placas, etc. En este caso, la superposición de placas compone una capa continua. La consistencia del periplasto puede variar de flexible a rígida. El periplasto a veces consiste de dos capas, una interior y otra exterior, situándose en el medio la membrana plasmática. 

Lo presentan algunas especies de protistas que no tienen paredes celulares, por ejemplo, euglenales y criptofitas.